# 努瓦尔帕吕
努瓦尔帕吕（法語：Noirpalu，法語發音：[nwaʁpaly]）是法国芒什省的一个旧市镇。1973年，努瓦尔帕吕并入市镇勒塔尼。

## 地理
努瓦尔帕吕（48°47'31.9"N, 1°19'50.7"W）位于法国诺曼底大区芒什省，该省份为法国西北部沿海省份，西、北、东北三面环大西洋，东起顺时针与卡爾瓦多斯省、奧恩省、马耶讷省和伊勒-维莱讷省接壤。
努瓦尔帕吕的时区为UTC+01:00、UTC+02:00（夏令时）。

## 行政
努瓦尔帕吕的邮政编码为，INSEE市镇编码为50377。

## 政治
努瓦尔帕吕所属的省级选区为维勒迪约莱普瓦勒-鲁菲尼县。

## 人口
努瓦尔帕吕于2018年1月1日时的人口数量为105人。